# Boltenhagenbucht
Die Boltenhagenbucht (auch Boltenhagener Bucht oder Boltenhagener Wiek) ist ein sichelförmiger Teil der Mecklenburger Bucht. Sie befindet sich vor Westmecklenburg (Mecklenburg-Vorpommern). An ihrem Südufer liegt der namensgebende Ort Boltenhagen sowie der Klützer Winkel. Die Wassertiefen erreichen nach Norden in geringem Abstand zur Küste zehn Meter. Östlich der Bucht liegt die Tarnewitzer Huk und hinter dieser Halbinsel die Wohlenberger Wiek.

Boltenhagenbucht am Westende der Wismarbucht
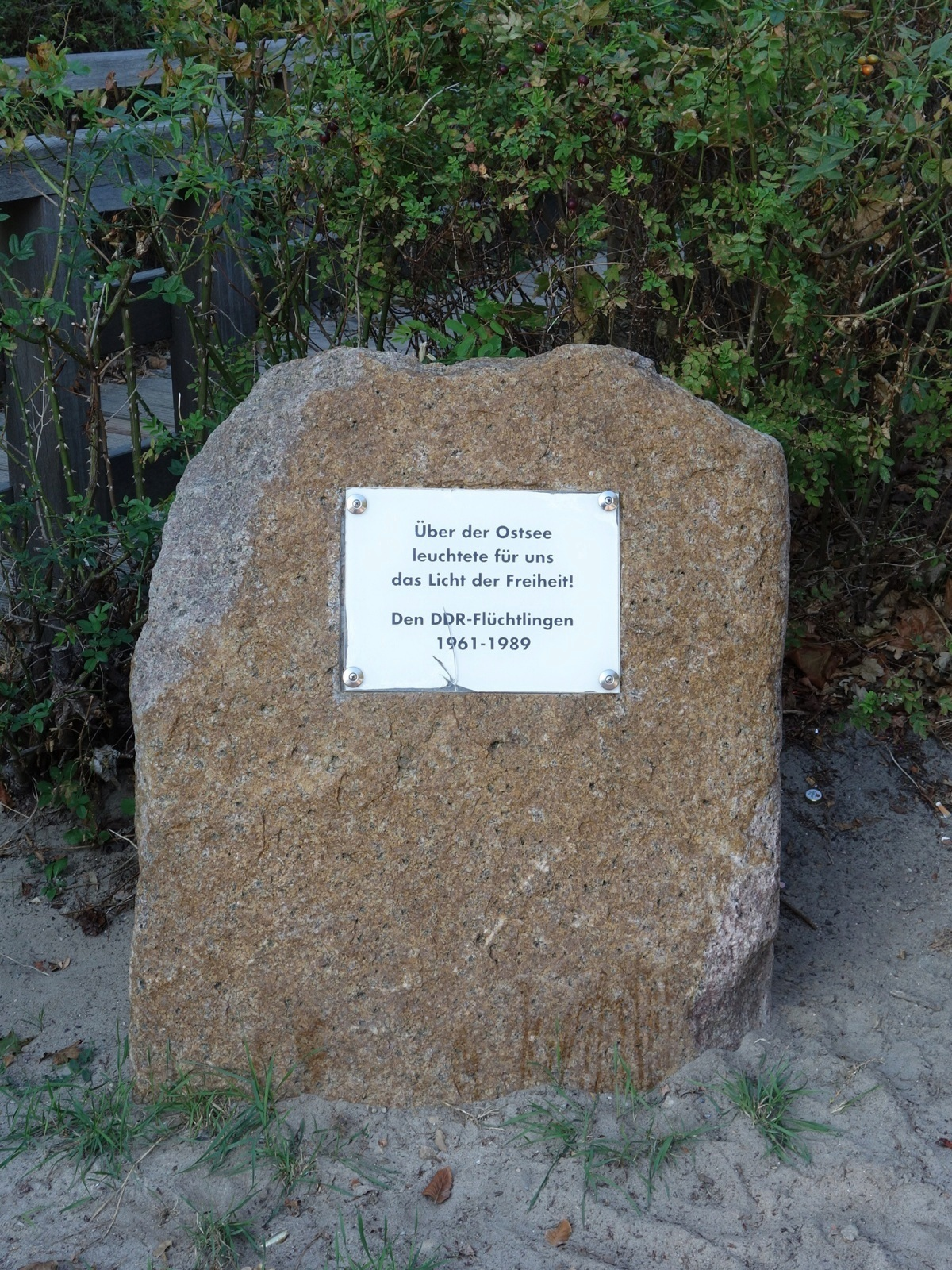
Gedenkstein in Boltenhagen, nahe dem Seesteg, für die DDR-Flüchtlinge über die Ostsee
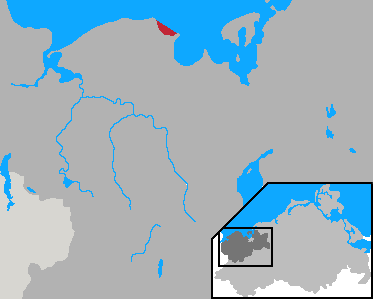
Die Boltenhagenbucht bei Wismar
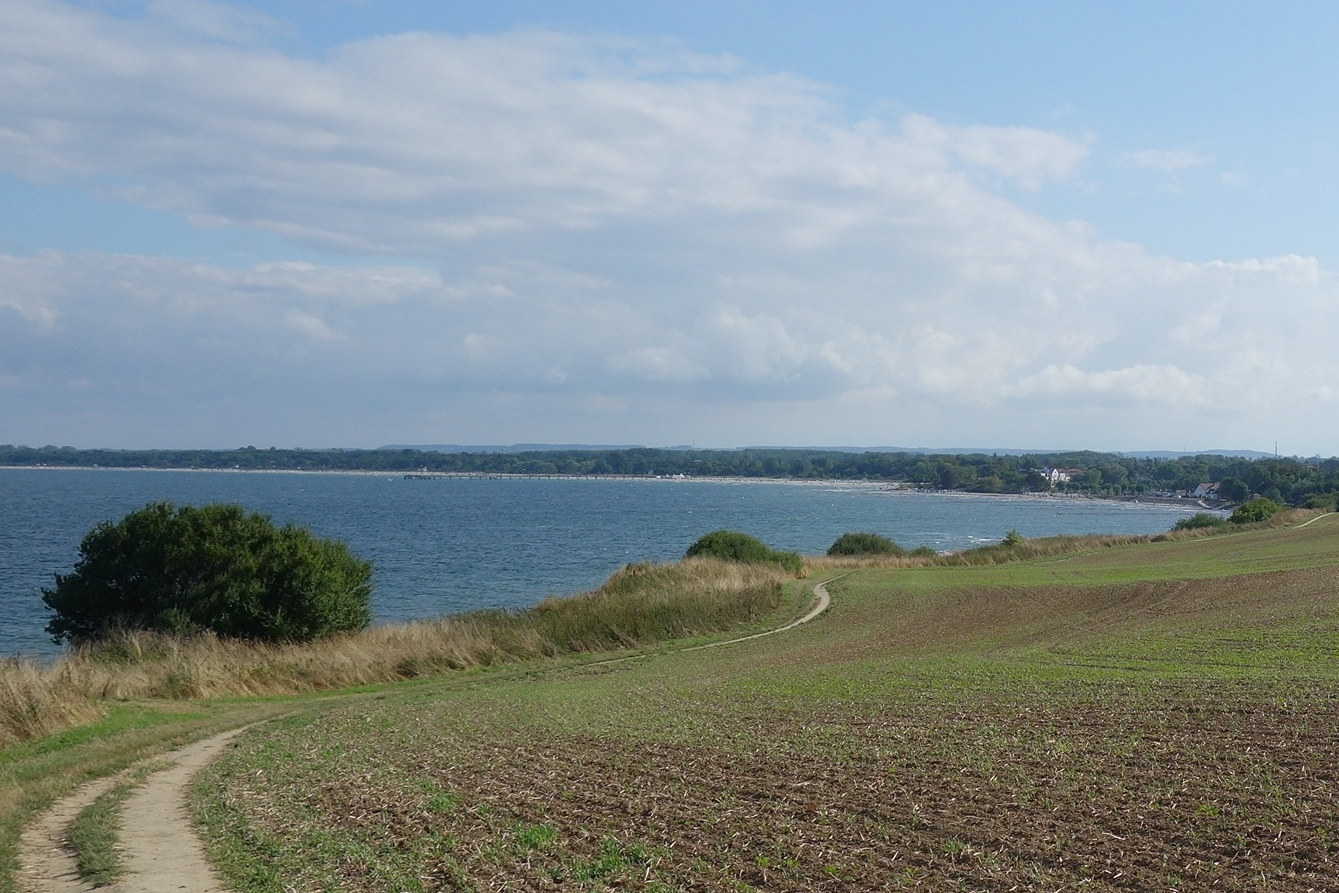
Blick auf die Strandbucht von Boltenhagen
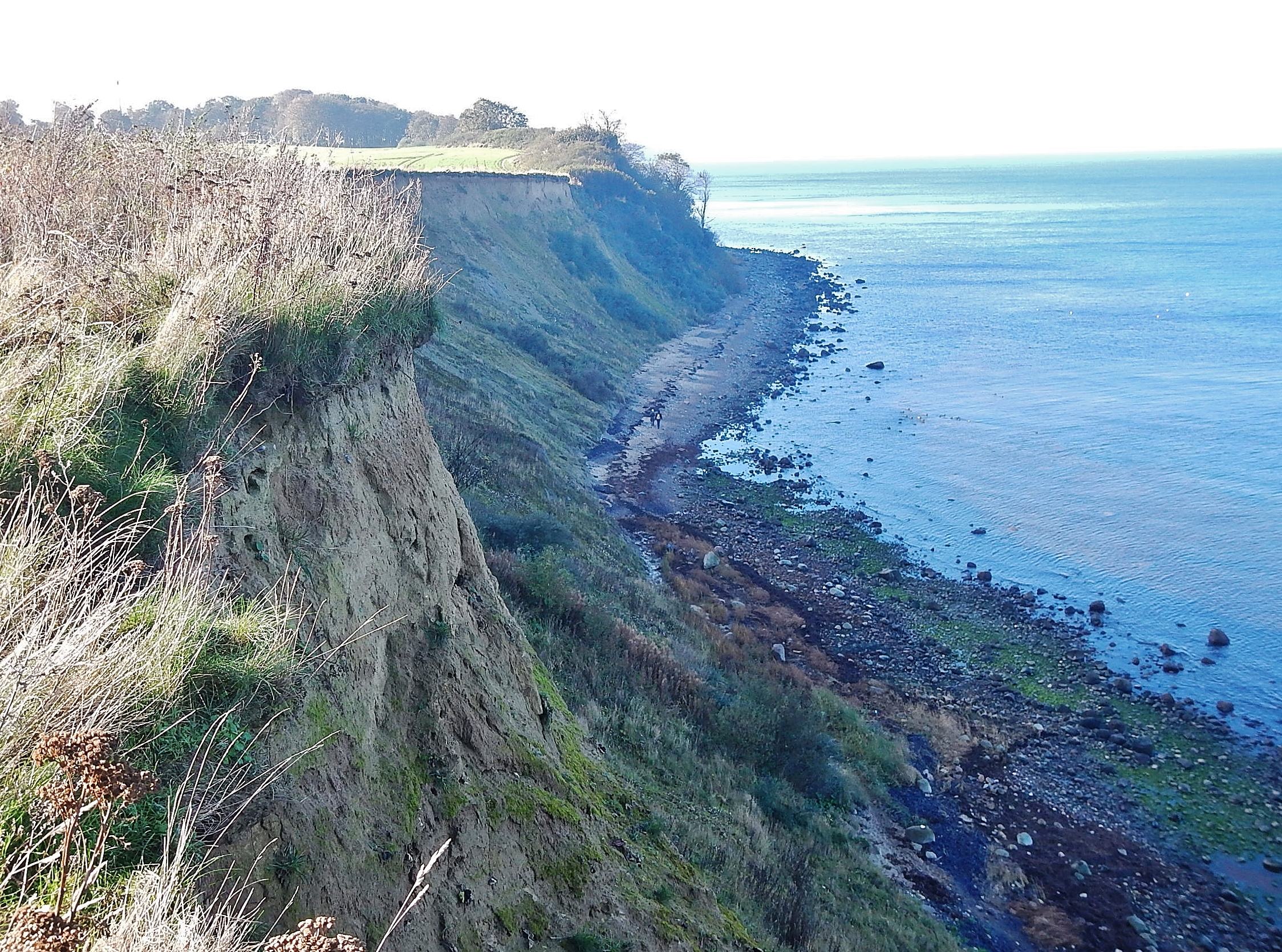
Abschluss der Boltenhagener Bucht im Westen

Koordinaten: 53° 59′ 30″ N, 11° 12′ 25″ O